# Ruan Teixeira Silva
Ruan Teixeira Silva (født 7. januar 1991) er en brasiliansk fodboldspiller.
Han har spillet for flere forskellige klubber i sin karriere, herunder FC Ryukyu.